# Nadleśnictwo Sulęcin
Nadleśnictwo Sulęcin – nadleśnictwo należące do Regionalnej Dyrekcji Lasów Państwowych w Szczecinie, położone w jej południowo-zachodniej części, w całości w województwie lubuskim.
W skład Nadleśnictwa wchodzą dwa obręby: Sieniawa i Sulęcin, które łącznie obejmują 12 leśnictw. Ogólna powierzchnia według stanu na 1 stycznia 2005 r. wynosi: obręb Sieniawa 12 979,47 ha, obręb Sulęcin 7 153,08 ha
Od strony północnej Nadleśnictwo Sulęcin sąsiaduje z Nadleśnictwem Lubniewice, od wschodu z Nadleśnictwem Międzyrzecz i Nadleśnictwem Świebodzin, a od strony zachodniej z Nadleśnictwem Ośno Lubuskie.
Siedziba Nadleśnictwa znajduje się w Sulęcinie przy ul. Lipowej 20, położona centralnie względem lasów, co ma korzystny wpływ na prowadzenie gospodarki leśnej. Odległości od siedziby Nadleśnictwa do najbardziej skrajnych kompleksów wynoszą od 10 do 19 km.

## Historia
Przed 1945 r. lasy dzisiejszego Nadleśnictwa Sulęcin przechodziły różne koleje losu, w większości stanowiły części majątków ziemskich lub były własnością chłopską, po wojnie należały do różnych nadleśnictw.
Nadleśnictwo Sulęcin w obecnych granicach utworzono 1 stycznia 1993 r. w oparciu o Zarządzenie Nr 64 Ministra Ochrony Środowiska, Zasobów Naturalnych i Leśnictwa z 31 grudnia 1992 r. w sprawie utworzenia nowych oraz zmiany terytorialnego zasięgu niektórych istniejących nadleśnictw Lasów Państwowych.
Zgodnie z Zarządzeniem Nr 1 Dyrektora Regionalnej Dyrekcji Lasów Państwowych w Szczecinie z 15 stycznia 1993 r. utworzono Nadleśnictwo Sulęcin z obrębami: Sieniawa, Międzyrzecz, Lubniewice, Sulęcin i Polska Wola.
Aneksem Nr 2/94 z dnia 2 września 1994 r. do Zarządzenia Nr 5 Dyrektora OZLP w Szczecinie z dnia 27 stycznia 1979 r. zlikwidowano obręby: Lubniewice, Międzyrzecz i Polska Wola włączając ich powierzchnie do dwóch pozostałych obrębów.
Obecnie (2016) powierzchnia Nadleśnictwa wynosi 20 155,28 ha.

## Leśnictwa
Łączna powierzchnia ogólna Nadleśnictwa Sulęcin to 20 168,01 ha, w tym leśna 19581,01 ha. Na tym obszarze wydzielono 12 leśnictw:
| - Jeziora - Glisno - Żubrów - Brzeźno | - Lubień - Grochów - Długoszynek - Lipa | - Sulęcin - Jemiołów - Walewice - Trzemeszno |

## Fizjografia i klimat
Obszar Nadleśnictwa Sulęcin wg Regionalizacji przyrodniczo-leśnej 2010 położony jest w III Krainie Wielkopolsko-Pomorskiej, w Mezoregionie 21 – Pojezierze Łagowskie.
Teren Nadleśnictwa charakteryzuje się urozmaiconą rzeźbą od terenów równych poprzez faliste do pagórkowatych. Różnica wysokości pomiędzy najniżej a najwyżej położonym punktem wynosi 170 m.

## Drzewostan
Gatunkiem zdecydowanie dominującym na terenie Nadleśnictwa Sulęcin jest sosna, która zajmuje 83,4% powierzchni leśnej. Poza sosną większe znaczenie gospodarcze mają buk, dąb i brzoza.
Udział siedlisk leśnych:
- 50 proc. – borowe
- 49 proc. – lasowe
- 1 proc. – olsy

Udział gatunków lasotwórczych:
- sosna, modrzew – 82,4% powierzchni
- świerk, daglezja – 0,8%
- dąb, klon, jawor, wiąz, jesion – 4,4%
- brzoza, akacja – 5,8%
- buk –  5,1%
- olsza –  1,4%
- pozostałe – 0,1%

## Ochrona przyrody

### Rezerwaty przyrody i parki krajobrazowe
Łagowski Park Krajobrazowy
Park należy do Zespołu Parków Krajobrazowych Województwa Lubuskiego. Powstał w 1985 roku na mocy Uchwały NR V/34/85 Wojewódzkiej Rady Narodowej w Gorzowie Wielkopolskim i Zielonej Górze z 25 kwietnia 1985 r., w celu zachowania i ochrony wybitnych walorów krajobrazowych i przyrodniczych centralnej części Pojezierza Lubuskiego. Powierzchnia Parku po zmianie granic w 1997 roku wynosi 4929 ha, a jego strefy ochronnej – otuliny 6612 ha. Park znajduje się na terenie gmin Łagów i Sulęcin.
Park jest miejscem życia ponad 550 gatunków roślin, w tym wielu rzadkich i chronionych (storczyki, orlik pospolity i inne) oraz zwierząt (bocian czarny, puchacz).
Na terenie Parku znajdują się 3 uznane rezerwaty przyrody:
- Buczyna Łagowska
- Nad Jeziorem Trześniowskim
- Pawski Ług

### Obszary chronionego krajobrazu
Na terenie Nadleśnictwa Sulęcin leżą trzy obszary chronionego krajobrazu:
- Dolina Jeziornej Strugi (OCHK – 8B)
- Pojezierze Lubniewicko-Sulęcińskie (OCHK – 9)
- Dolina Postomii (OCHK – 10)

Obszary te ustanowiono 9 sierpnia 2003 rozporządzeniem nr 14 Wojewody Lubuskiego z dnia 24 lipca 2003 r. w sprawie określenia obszarów chronionego krajobrazu na terenie województwa lubuskiego

### Pomniki przyrody
Na terenie naszego nadleśnictwa występuje 25 pomników przyrody:
- pojedyncze drzewa – 14 szt.
- grupy drzew – 2 szt.
- aleje –  1 szt.
- głazy narzutowe –  7 szt.
- stanowisko dokumentacyjne pn. „Żebra" – skupisko skałek napiaskowych.

### Użytki ekologiczne
Na terenie Nadleśnictwa Sulęcin znajduje się 16 użytków ekologicznych zajmujących powierzchnię 101,03 ha:
| - „Jeziorna” - „Mokradła na Jeziornej Strudze” - „Mszar Wełniankowy” - „Buszenko” - „Żurawina” | - „Żurawina I” - „Poligon” - „Długie” - „Bagno zwyczajne” - „Bagno zwyczajne I” | - „Torfowisko Kopaniec” - „Torfowisko Wysokie” - „Glisno I” - „Glisno II” - „Bagno Kumaków” - „Bagno Kumaków II”. |

## Edukacja i turystyka
Na obszarze Nadleśnictwa znajduje się kilka obiektów edukacyjnych, m.in.:
- punkt edukacji leśnej – plaża nad jeziorem Ostrowskim;
- punkt edukacji leśnej – Uroczysko Lubniewsko;
- punkt edukacji leśnej – mała retencja;
- punkt edukacji leśnej – aleja drzew pomnikowych w leśnictwie Długoszynek;
- punkt edukacji leśnej – szkółka leśna;
- punkt edukacji leśnej – plantacja nasienna modrzewia europejskiego;
- leśna wiata edukacyjna;
- izba edukacji leśnej;
- ścieżka edukacyjna „Widłak”[6].